# Cronicile lui Thomas Covenant, Necredinciosul
Cronicile lui Thomas Covenant, Necredinciosul este o serie de romane fantasy scrisă de Stephen R. Donaldson, compusă inițial sub forma unei trilogii. A fost urmată de o altă trilogie, A doua cronică a lui Thomas Covenant și de o tetralogie aflată în lucru, Ultima cronică a lui Thomas Covenant.
Thomas Covenant, un scriitor cinic, atins de lepră și marginalizat de societate, este destinat să devină eroul salvator al Tărâmului, o lume fictivă alternativă. În cele șase romane publicate între 1977 și 1983, el se luptă cu maleficul Nobil Foul, care se străduiește să scape limitelor universului fizic și să se răzbune pe dușmanul său, Creatorul. Unele elemente sunt similare celor prezente în drama muzicală a lui Richard Wagner Inelul Nibelungilor, dar cu valori inversate și elemente de literatură celtică. 
Opera lui Stephen R. Donaldson cuprinde tonuri psihologice profunde, implicând o explorare fără scrupule a părții întunecate a protagonistului Thomas Covenant, susținând în același timp puternice idealuri umaniste. Bogăția geografică a Tărâmului, precum și multitudinea de popoare, culturi, toate conturate pe un complex fundament istoric, permit tuturor celor trei serii ale Cronicilor să exploreze diverse situații și evenimente.
În 2004, Donaldson a revenit la Cronici cu o nouă serie, care intenționează să fie ultima.

## Cronicile lui Thomas Covenant, Necredinciosul
1. Blestemul Nobilului Foul – (1977)
2. Războiul uriașilor – (1978) (Gilden-Fire - publicată în 1981)[2]
3. Puterea salvatoare – (1979)

"Gilden-Fire" a apărut inițial ca o nuvelă independentă, dar e disponibilă în majoritatea versiunilor culegerii de povestiri Daughter of Regals (1985).  Acțiunea ei se petrece în timpul evenimentelor din Războiul uriașilor, acoperind o parte din perioada misiunii blestemate de a contacta Uriașii. Gilden-Fire este narată din punctul de vedere a lui Korik, conducătorul Gardienilor Sângelui în acea misiune. Nuvela descrie alegerea participanților la misiune, străbaterea Codrilor Grimmerdhore și ambuscada în care este surprinsă misiunea. Nuvela se încheie odată cu părăsirea codrului.
Din punctul de vedere al autorului, faptul ca Gilden-Fire să fie considerată ca fiind parte a canonului seriei sau nu, este deschis oricăror opinii. Inițial, Gilden-Fire făcea parte dintr-o secțiune mai largă a planului făcut pentru Războiul uriașilor, care urmărea în "timp real" misiunea către Uriași, dar a fost eliminată din motive de spațiu și de incompatibilitate a modului de prezentare cu restul Cronicilor. Evenimentele care au loc în timpul călătoriei prin Grimmerdhore nu sunt menționate în versiunea publicată a cărții Războiul uriașilor; mai mult, unul dintre pasajele din Războiul uriașilor sugerează că traversarea codrilor a fost lipsită de evenimente. Unele informații legate de originea și motivațiile Gardienilor Sângelui apar în alte contexte din Cronici, în timp ce restul misiunii după părăsirea Codrilor Grimmerdhore sunt incluse în Cronici prin intermediul raportului unui mesager al Gardienilor Sângelui.

### Teme majore
Una dintre problemele de importanță majoră ale Primei Cronici o consituie întrebarea dacă Tărâmul există sau nu. Din perspectiva lui Covenant, el poate fi o iluzie a minții sale rătăcite, ceea ce-l face ca, la începutul aventurii sale, să-și ia supranumele de „Necredinciosul”. Pe tot parcursul Primei Cronici, Covenant nu vrea să creadă în realitatea Tărâmului. La începutul romanului Puterea salvatoare, el chiar refuză chemarea pe Tărâm, preferând să lase să moară o mulțime de oameni „ireali” de pe Tărâm pentru a salva o fată „reală” de pe Pământ. Covenant încearcă să dovedească iluzia Tărâmului în numeroase ocazii. Un argument major în susținerea ipotezei sale este starea în care se afla înainte de a ajunge pe Tărâm și care este identică la revenirea înapoi pe Pământ: prima descindere are loc în urma unui accident de mașină, a doua după o lovitură la cap provocată de măsuța de cafea, iar a treia după îndepărtarea veninului unui șarpe cu ajutorul gurii sale rănite. De fiecare dată când ajunge pe Tărâm el este vindecat cu ajutorul argilei de leac dar, chiar înainte de a reveni în lumea reală, suferă un accident care îi face o rană identică. De asemenea, curgerea diferită a timpului în cele două lumi - câtorva luni de pe Pământ le corespund zeci de ani pe Tărâm - îl determină să ridice mari semne de întrebare privitor la realitatea Tărâmului. În cele din urmă decide să-și îndeplinească misiunea pe Tărâm indiferent dacă crede sau nu în realitatea acestuia, câtă vreme face parte din viața lui, fie ea reală sau iluzorie. Salvarea sa miraculoasă din final pare totuși a fi datorată întâlnirii cu Creatorul Tărâmului.
O altă temă majoră o reprezintă simbolismul Tărâmului. Covenant se disprețuiește pe sine din cauza leprei care-i devorează trupul, la fel cum Nobilul Foul ajunge să slăbească și să pună mâna pe Tărâm cu ajutorul disprețului. Decizia dacă frumusețea și sănătatea fundamentală a Tărâmului merită păstrate indiferent dacă acesta este real sau nu reprezintă reflectarea în oglindă a alegerii pe care Covenant trebuie să o facă în legătură cu propria viață. În primele două cărți ale Primei Cronici, acțiunile lui au la bază disprețul, neîncrederea, lipsa speranței, ura și dorința de răzbunare, ceea ce provoacă o serie de drame (cum ar fi violul Lenei sau moartea Elenei, fiica lor). Abia în partea a treia, după întâlnirea cu Vindecătoarea, Covenant este capabil să renunțe la dispreț și dorința de răzbunare, acesta dovedindu-se a fi singurul mod prin care poate fi înfrânt Nobilul Foul și, implicit, singura cale pe care poate continua viața sa de lepros în lumea „reală”.

## A doua cronică a lui Thomas Covenant
1. The Wounded Land – (1980)
2. The One Tree – (1982)
3. White Gold Wielder – (1983)

## Ultima cronică a lui Thomas Covenant
1. The Runes of the Earth – (2004)
2. Fatal Revenant – (2007)
3. Against All Things Ending – (octombrie 2010)
4. The Last Dark – (octombrie  2013)[8]

## Ființe care populează Tărâmul
Creatorul: ființa misterioasă care a creat Tărâmul și universul în care există acesta. Structura fundamentală a universului, Arcul Timpului, îl împiedică pe Creator să intervină în mod direct în evenimentele care se petrec în lumea creată de el. El se poate manifestqa în alte lumi, cum ar fi Pământul lui Covenant, unde apare sub forma unui bătrân îmbrăcat cu o robă de culoare ocru.
Demondim: rasă dispărută de natură semi-corporală, ai cărei membri care pot lua formă fizică prin animarea cadavrelor. La origine nu a fost în întregime rea, dar a fost folosită de Nobilul Foul. Urmașii ei sunt demonii-abjecți și waynhimii.
Demoni-abjecți: creaturi întunecate creata de rasa dispărută Demondim. Au puteri magice deosebite, nu au organe vizuale și au un simț olfactiv extrem de dezvoltate. Când luptă în formație, conducătorul este capabil să coordoneze puterea grupului astfel încât niciunul dintre membrii acestuia să nu se slăbească. Inițial îl servesc pe Nobilul Foul, dar ulterior se alătură forțelor binelui. Nu mor de moarte naturală și nu se reproduc, dar dețin abilitatea necesară creării unui nou demon-abject.
Demoni: rasă dispărută care a dat naștere neamului Demondim. Membrii ei erau necorporali și foarte puternici. Inițial o rasă mândră și binecuvântată, a fost atrasă spre dispreț și disperare de către prorocii deliranți. În cele din urmă a fost distrusă de Consiliul Nobililor aflat sub conducerea Înaltului Nobil Loric "Amuțitorul Demonilor".
Elohim: rasă de spirite cu puteri similare zeilor. Oamenii îi percep ca ființe frumoase, în timp ce ei se consideră principii active ale Pământului a căror conștiință modelează istoria Tărâmului. Deoarece ei consideră că doar lumea lor este reală, o părăsesc doar când percep o amenințare gravă la adresa Pământului.
Forestali: ființe care servesc pădurile Tărâmului, urmași ai Copacului Unic, marele copac gânditor care acoperea pe vremuri Tărâmul. Aspectul lor este umanoid, dar conform rasei Elohim ar fi fost creați de Copacul Unic însuși cu ajutorul cunoștințelor obținute de la un Elohim încătușat în Colos. Forestalii protejează pădurea care a mai rămas de distrugerile provocate de muritori și doar puțini mai supraviețuiesc în epoca Noilor Nobili.
Grifoni: lei înaripați călăriți uneori de către demonii-abjecți.
Haruchai: rasă de războinici originară din Munții Westron din vestul Tărâmului. Ei nu folosesc arme magice, ci se mândresc cu forța fizică și puritatea serviciilor lor, care nu pot fi obținute ușor. Ei comunică unul cu altul telepatic și sunt stoici, aparent lipsiți de emoții, dar și extrem de dedicați cauzei pe care aleg să o slujească.
Nobili: conducătorii și slujitorii Tărâmului, maeștrii în tehnicile de luptă și în magie. Aceste abilități sunt cunoscute sub numele Spada și Toiagul și fac parte din Înțelepciunea lui Kevin. Nobilii locuiesc la Piatra Sărbătorii și poartă robe azurii.
Nobilul Foul: numele comun folosit de Consiliul Nobililor pentru dușmanul străvechi al Tărâmului, numit și 'Disprețuitorul'. Este descris ca fiind „ful sau fratele mai slab al inimii Creatorului” și este sursa tuturor relelor din Tărâm. Este o ființă formată doar din spirit, dar poate lua formă umană și nu poate fi ucis (însă puterile lui pot fi reduse la un nivel insignifiant). Dorința sa de a produce suferință pământului și Tărâmului în particular se manifestă prin planuri pe termen lung extrem de bine orchestrate și diseminate.
Proroci deliranți: sunt spirite necorporale ale răului care pot poseda și controla ființe mai slabe, cum sunt oamenii. Uriașii și gardienii sângelui sunt în general imuni în fața puterii lor și nu există nicio mărturie de un ranyhyn care să fi fost posedat. Există dosr trei proroci deliranți care sunt cunoscuți sub multe nume, cel mai des folosite fiind turiya Herem, samādhi Sheol și moksha Jehannum. Ei urăs copacii rezultați din Copacul Unic și sunt servitori ai Nobilului Foul, care-i folosește în fruntea armatelor sale sau pe post de spioni.
Rameni: îngrijitorii ranyhynilor, pe care îi păstrează la mare cinste și cărora își dedică viața, apărându-i de dușmani de genul kreshilor (lupi gigantici aflați în slujba Disprețuitorului). În mod tradițional nu călăresc ranyhynii și au resentimente față de cei care o fac. Sunt organizați în trei ranguri: Manethrall  - primul rang, al conducătorilor, Cord - al doilea rang, asistenții celor dintâi și Winhome - rangul cel mai de jos, însărcinat cu munca de jos.
Ranyhyni: caii Tărâmului, care trăiesc pe Câmpiile lui Ra și sunt îngrijiți de rameni. Seamănă cu caii normali, dar sunt mai mari și prezintă o stea, iar Puterea Pământului le sporește viteza, rezistența și inteligența dincolo de abilitățile unui cal obișnuit. Ranyhynii pot fi călăriți doar de cei pe care îi consideră demni de acest lucru, printre aceștia numărându-se Gardienii Sângelui și unii dintre Nobili. Ranyhynii prezintă capacitatea limitată de a percepe viitorul, „auzind” când vor avea nevoie de ei călăreții cu zile sau săptămâni înainte ca această chemare să se producă în realitate, ceea ce-i face să ajungă lângă călăreți exact în momentul în care survine chemarea.
Stonedownori: urmașii umani ai locuitorilor originari ai Tărâmului. Sunt cunoscuți pentru știința pietrei și pentru viața în sate de piatră. Conducătorii unui stonedown este numit Gravelingas sau rhadhamaerl (ultimul termen se referă la știința pietrei în general). Au o piele închisă la culoare, sunt îndesați și musculoși.
Troglodiți: creaturi subterane cu inteligență scăzută, specializate în minerit și prelucrarea metalelor. Voința lor este slabă și sunt ușor de intimidat de Nobilul Foul pentru a-l sluji, deși au existat vremuri când făceau negoț cu oamenii Tărâmului.
Uriași: rsă umanoidă cu o viață extrem de lungă, recunoscută prin înălțimea și puterea sa neobișnuite. Membrii ei sunt pricepuți în știința pietrei, navigație și istorisirea poveștilor. Sunt rezistenți la frig și nu pot fi răniți de focul obișnuit, deși acesta le provoacă dureri. Datorită unui serviciu făcut către rasa Elohim cu mult timp în urmă, membrii acesteia le-au dat uriașilor abilitatea de a vorbi și înțelege toate limbile. Numărul lor pe Tărâm este în continuă scădere la data Primei Cronici. Ei se referă la oameni ca frați de piatră, în onoarea alianței făcute în vechime cu Înaltul Nobil Damelon Prietenul Uriașilor. Înaintea Ritualului Profanării, Kevin Risipitorul Tărâmului le-a încredințat prima dintre Cele Șapte Părți ale științei sale.
Waynhimi: o altă rasă de creaturi din sânul neamului Demondim (considerați de unii locuitori ai Tărâmului creații „accidentale” sau „mai slabe” decât demonii-abjecți). Deși seamănă cu demonii-abjecți (nu au ochi, mirosul și auzul le sunt extrem de dezvoltate și posedă abilități magice) sunt mai mici și au o culoare mai deschisă. La fel ca demonii-abjecți (care sunt dușmanii lor declarați), waynhimii au fost creați, nu s-au născut. Însă ei nu împărtășesc disprețul verilor lor, ci și-au dedicat viața slujirii Tărâmului și Puterii Pământului în conformitate cu propriul lor cod moral. Stilul lor de luptă este similar celui folosit de demonii-abjecți.
Woodhelvennini: urmașii umani ai locuitorilor originari ai Tărâmului. Sunt cunoscuți pentru știința lemnului și pentru viața în vârful satelor-copac. Conducătorii unui woodhelven (sat-copac) este numit Heer, iar un maestru al științei lemnului Hirebrand sau lillianrill (ultimul termen se referă la știința lemnului în general). Au o piele deschisă la culoare, sunt înalți și zvelți.

## Concepte importante
Andelain este principala regiune a Tărâmului, fiind locul în care Puterea Pământului este deosebit de puternică. În A Doua Cronică aceasta este singurul loc imun în fața lui Sunbane, fiind protejat de forestalul Caer Caveral.
Limbile: Locuitorii Tărâmului vorbesc engleza, dar o fac într-un mod formal și arhaic. Ciudata coincidență de limbă între Covenant și locuitorii Tărâmului nu este tratată pe parcursul cărților. Totuși, există și alte limbi: de exemplu, în Blestemul Nobilului Foul, Atiaran îi povestește lui Thomas Covenant despre o limbă diferită care se vorbea pe vremea Vechilor Nobili. Non-umanii au propria lor limbă, cum ar fi vorbirea lătrată folosită de demonii-abjecți și waynhimi, limbajul înflorat al uriașilor și limba nativă vorbită de haruchai. În A Doua Cronică se explică faptul că uriașii au primit „darul vorbirii frumoase” de la poporul Elohim ca răsplată pentru modul în care au spus o poveste simplă, iar poporul Bhrathai, care trăiește la marginea Marelui Deșert, vorbește tot o limbă proprie.
Vierme/Word/Weird. În cosmologia Tărâmului, miezul Pământului este format dintr-un șarpe încolăcit numit "Viermele Capătului Lumii". Când Covenant vrea să rupă o ramură a Copacului Unic folosind puterea aurului alb, el riscă să trezească Viermele (care nu doarme, ci doar se odihnește) și astfel să ducă la distrugerea Tărâmului. Waynhimii și demonii-abjecți cred într-un set de principii etice numit "Weird". Poporul Elohim are un concept care pare să corespundă ambelor credințe: nu se poate ști dacă sunetul folosit este "Worm" (Vierme), "Word" (Cuvânt) sau "Weird" (Straniu), deoarece este emis distorsionat și sună ca "Würd".

### Legea
Legea reprezintă ordinea naturală; un corp de principii care definește și guvernează modul în care lumea funcționează. Unele părți ale Legii se conformează legilor științifice ale lumii reale: de exemplu, gravitația și mișcarea operează în modul în care suntem obișnuiți. Alte aspecte ale Legii diferă de lumea reală: de exemplu, accesarea Puterii Pământului. Legea nu este inviolabilă, actele taumaturgice fiind capabile să creeze fenomene care nu se conformează ei. În unele situații, încălcarea Legii poate determina încetarea funcționării Legii ca întreg, ceea ce duce la o schimbare majoră în funcționarea lumii. În romanele seriei sunt discutate în amănunt trei Legi: Legea Timpului, Legea Morții și Legea Vieții.
Dacă Legea Morții presupune separarea celor morți de cei vii, Legea Timpului reprezintă aspectul fundamental al Legii: ea definește natura și structura timpului, furnizând un „loc” în care Pământul poate exista. Ea prevede ca evenimentele să se producă în ordinea obișnuită cauză-efect. Consecințele tuturor acțiunilor trebuie suportate. Deși o acțiune ulterioară poate schimba efectele uneia anterioare, aceste efecte (și acțiunea inițială însăși) nu pot fi făcute să nu fi existat. Orice încercare de a altera evenimente trecute poate da naștere unui paradox care să distrugă structura timpului, afectând întregul Pământ.

## Terminologie
În cărțile despre Thomas Covenant, Donaldson preia termeni din limba sanscrită, semnificativi pentru hinduism și budism, adaptându-le înțelesul limbajului folosit în Tărâm. De exemplu, termenul moksha, care în sanscrită se referă la eliberarea din ciclul suferinței, devine numele originar al Scrijelitorului în Carne, un proroc delirant depravat și rău. Un alt proroc delirant, Pumnul Satanei, este numit samādhi, termen care în sanscrită se referă la contopirea cu obiectul concentrării. Al treilea proroc delirant, Ucigașul Neamului, este numit turiya, termenul sanscrit pentru starea conștiinței pure. Donaldson a explicat pe site-ul său că moksha, samādhi și turiya reprezintă modul în care se descriu cei trei proroci deliranți, în timp ce celelalte nume ale lor sunt date de alții. Termenul englezesc folosit de Donaldson pentru prorocii deliranți, "raver", precede cultura rave modernă, așa încât suprapunerea lor pare a fi o simplă coincidență.
Donaldson a continuat să folosească termeni sanscriți pentru elemente aparent fără legătură din Tărâm, incluzând dukkha, dharmakshetra, ahamkara și yajna. 
Cronicile conțin și nume cu origini semitice. De exemplu, ființei numite samadhi/Pumnul Satanei i se spune și Sheol (denumirea ebraică a lumii morților), moksha/Scrijelitorul în Carne este cunoscut și ca "Jehannum" (similar ebraicului Gehinnom și arabului Jahannum, care desemnează Iadul sau Purgatoriul), iar turiya/Ucigașul Neamului este și Herem (ebraicul pentru proscris, exilat, excomunicat). Numele poporului Elohim reprezintă termenul ebraic pentru Dumnezeu.

## Critici
În 1986, David Langford a publicat un eseu al lui Nick Lowe, în care acesta propunea "un mod de a găsi plăcerea în cărțile lui Donaldson. (Inutil să spun că asta nu implică citirea lor.)" Propunerea implica un joc numit "Cursa încleștării", în care fiecare jucător deschidea un volum din Cronicile lui Thomas Covenant la o pagină oarecare; câștigător era desemnat primul care găsea cuvântul "încleștare". Lowe descria acest joc ca fiind unul "rapid" - "în general, în șaizeci de secunde se termină".
În 2009, James Nicoll afirma că Thomas Covenant ar câștiga un "premiu special pentru întreaga activitate" la categoria "protagonistul care e cel mai puțin probabil să devină simpatic".